# یواس‌ان‌اس گروهبان جونا ای کلی (تی‌ای‌پی‌سی-۱۱۶)
یواس‌ان‌اس گروهبان جونا ای کلی (تی‌ای‌پی‌سی-۱۱۶) (به انگلیسی: USNS Sgt. Jonah E. Kelley (T-APC-116)) یک کشتی است که طول آن ۳۳۸ فوت ۹ اینچ (۱۰۳٫۲۵ متر) می‌باشد. این کشتی در سال ۱۹۴۵ ساخته شد.